# 國際數學奧林匹克香港選拔賽
國際數學奧林匹克香港選拔賽(IMO Preliminary Selection Contest – Hong Kong)是香港的數學競賽，由香港資優教育學苑、國際數學奧林匹克香港委員會和教育局合辦，用以挑選學生參加國際數學奧林匹克的培訓班。
這項比賽每年於5月底或6月初的週末於喇沙書院/香港資優教育學苑舉行，從早上9時至中午12時。參賽者須為中一至中六學生，在下一學年仍在香港中學就讀，並且符合下一年國際數學奧林匹克的參賽資格。試卷共設約20題，按難度每題有1至2分，只需填寫最後答案，不需列出步驟。比賽完結後即行改卷。
在早期，出現過3、4分題、須列出步驟的題目和多項選擇題，但近年已少見。
比賽設金、銀和銅獎，獎予最佳成績的60至70名學生，另外成績良好但未得獎的學生亦會邀請參加培訓。比賽頒獎禮與國際數學奧林匹克香港隊授旗禮一同舉行。

## 外部連結
- 國際數學奧林匹克香港選拔賽的網站 （页面存档备份，存于）